# Souvenirs (Dan Fogelberg)
| Recensione              | Giudizio |
| ----------------------- | -------- |
| AllMusic                | [ 2 ]    |
| Robert Christgau        | C-       |
| Dizionario del Pop-Rock | [ 4 ]    |

Souvenirs è il secondo album discografico solistico del cantautore folk-rock statunitense Dan Fogelberg, pubblicato dalla casa discografica Full Moon/Epic Records nell'ottobre del 1974.
L'album raggiunse la diciassettesima posizione (il 1º marzo 1975) della classifica statunitense Billboard 200, il brano (compreso nell'album) Part of the Plan si piazzò al trentunesimo posto della Chart Billboard Hot 100.

## Tracce
Lato A
Testi e musiche di Dan Fogelberg.
1. Part of the Plan – 3:18
2. Illinois – 4:13
3. Changing Horses – 2:34
4. Better Change – 3:04
5. Souvenirs – 4:33
6. The Long Way – 3:55

Lato B
Testi e musiche di Dan Fogelberg.
1. As the Raven Flies – 4:28
2. Song from Half Mountain – 2:51
3. Morning Sky – 2:48
4. (Someone's Been) Telling You Stories – 5:32
5. There's a Place in the World for a Gambler – 5:41

## Musicisti
Part of the Plan
- Dan Fogelberg - chitarra acustica, chitarra elettrica, pianoforte, organo, voce
- Joe Walsh - chitarra acustica, chitarra elettrica, chitarra a 12 corde
- Russ Kunkel - batteria
- Kenny Passarelli - basso
- Joe Lala - timbales, congas
- Graham Nash - armonie vocali

Illinois
- Dan Fogelberg - chitarra acustica, chitarra elettrica, pianoforte, vibrafono, voce
- Joe Walsh - chitarra acustica a 12 corde
- Al Perkins - chitarra pedal steel
- Russ Kunkel - batteria
- Kenny Passarelli - basso

Changing Horses
- Dan Fogelberg - chitarra acustica, voce
- Joe Walsh - chitarra acustica a 12 corde, chitarra elettrica a 6 corde
- Russ Kunkel - batteria, congas, percussioni
- Kenny Passarelli - basso

Better Change
- Dan Fogelberg - chitarra acustica, voce
- Joe Walsh - chitarra acustica a 12 corde, chitarra elettrica
- Don Henley - batteria, armonie vocali
- Kenny Passarelli - basso
- Al Perkins - chitarra pedal steel
- Joe Lala - tamburellos

Souvenirs
- Dan Fogelberg - chitarra acustica, pianoforte, voce
- Joe Walsh - arp bass
- Jimmy Haskell - accordion
- Quartetto d'archi, arrangiamento di Jimmy Haskell

The Long Way
- Dan Fogelberg - pianoforte, organo, voce
- Joe Walsh - chitarra elettrica slide, accompagnamento vocale-coro
- Russ Kunkel - batteria
- Brian Garofalo - basso
- Graham Nash - armonie vocali
- Paul Harris - arrangiamento strumenti ad arco

As the Raven Flies
- Dan Fogelberg - chitarra acustica, chitarra ritmica elettrica, chitarra solista (canale destro), pianoforte, organo, voce
- Joe Walsh - chitarra elettrica slide, chitarra solista (canale sinistro)
- Russ Kunkel - batteria
- Kenny Passarelli - basso

Song from Half Mountain
- Dan Fogelberg - chitarra acustica, pianoforte, percussioni, moog, voce

Morning Sky
- Dan Fogelberg - chitarra acustica, voce
- Joe Walsh - chitarra elettrica
- Paul Harris - pianoforte
- Al Perkins - banjo
- Russ Kunkel - batteria
- Brian Garofalo - basso

(Someone's Been) Telling You Stories
- Dan Fogelberg - chitarra acustica, organo, voce
- Joe Walsh - chitarra elettrica, accompagnamento vocale-coro
- Brian Garofalo - basso
- Russ Kunkel - batteria
- Paul Harris - pianoforte
- Don Henley e Glenn Frey - accompagnamento vocale-cori

There's a Place in the World for a Gambler
- Dan Fogelberg - chitarra acustica, pianoforte, moog, percussioni, voce, zither
- Joe Walsh - chitarra elettrica
- Gerry Beckley - chitarra acustica
- Russ Kunkel - batteria
- Kenny Passarelli - basso, sousaphone

Note aggiuntive
- Joe Walsh - produttore (per la Full Moon Productions)
- Registrazioni effettuate a Los Angeles (California) al Record Plant Studios A, B e C ed al Elektra Studio A
- John Stronach, Bill Szymczyk, Allan Blazek e Fritz Richmond - ingegneri delle registrazioni
- John Stronach - ingegnere del mixaggio
- Gary Burden (per la R. Twerk) - art direction, design album
- Henry Diltz - fotografia
- Irv Azoff - direzione[9]